# The Day of the Clown
The Day of the Clown (Le Jour du clown) est le deuxième épisode de la deuxième saison de la  série britannique de science-fiction The Sarah Jane Adventures. Elle introduit le personnage de Rani Chandra et sa famille. À ce jour, la série n'a jamais été diffusée en France.

## Accroche
Rani Chandra et sa famille s'installe dans la maison faisant face à celle de Sarah Jane Smith, et se retrouve impliquée dans des enlevements d'enfants liés à des apparitions de clowns.

## Résumé

### Première partie
Maria est désormais partie à Washington et la famille Chandra s'installe dans leur maison : si Rani plaît à Clyde, son père, est le nouveau principal du collège et a pris rapidement Clyde en grippe. Pendant ce temps, des disparitions d'enfants se multiplient. Rani et Clyde voient apparaitre des clowns que Luke ne voit pas. Rapidement, tous se rendent compte que les enfants disparus avaient un billet pour le musée du clown. 
Tous se rendent au musée où le propriétaire, Elijah Spellman, prend rapidement des allures inquiétantes et leur envoie des clowns robotiques. Spellman se révèle être en réalité un alien plus connu sous le nom du joueur de flûte de Hamelin. Sarah Jane révèle avoir peur des clowns depuis l'enfance.

### Seconde partie
Réussissant à s'enfuir du musée, Sarah Jane ramène Luke et Rani chez elle. Elle révèle à Rani ses secrets, après lui avoir demandé si elle souhaitait réellement que sa vie change. M. Smith explique que le joueur de flute est en réalité un alien tombé avec une météorite au XIXe siècle près de Hamelin et qui puise sa force dans la peur. Il aurait enlevé de nombreux enfants aux USA sous le nom de "Odd Bob".  Pendant que Sarah Jane fait des prélèvements sur la météorite en question, gardée par l'institut Pharos, au collège, Rani, Luke et Clyde sont témoins de l'hypnose collective des collégiens par des ballons tombé du ciel, tous se dirigeant vers le musée. Fort heureusement, Sarah Jane et M. Smith parviennent à les désenvouter. Spellman réussit toutefois à enlever Luke. Sarah Jane tente d'affronter Spellman seul mais celui-ci se nourrit de sa peur de devoir perdre son fils. Clyde réussi à rentrer et à désarmer Spellman en utilisant le rire. Celui-ci retourne dans la météorite où il restera enfermé.

## Continuité
- On entend la voix de Maria au début de l'épisode et Sarah Jane explique qu'elle sera de retour pour le mariage de sa mère.
- Haresh Chandra, le père de Rani est le nouveau principal du collège, son prédécesseur ayant été tué dans l'épisode Revenge of the Slitheen.
- On peut voir dans l'escalier de Sarah Jane, la photo de la journée skateboard au début de Whatever Happened to Sarah Jane?.
- Clyde explique que des aliens tentaient aussi d'enlever des jeunes adolescent dans l'épisode Warriors of Kudlak.
- Luke explique à Rani que Mr Smith est en réalité un Xylok.
- On revoit le Professeur Rivers de l'institut Pharos, déjà apparu dans The Lost Boy.

### Liens avec leWhoniverse
- Sarah Jane parle de sa tante Lavinia, apparue dans K-9 and Company et dont Sarah Jane faisait mention dans l'épisode The Time Warrior.
- Sur l'ordinateur de Sarah Jane, on peut voir une photo de Carmen Silvera nommée Clara le Clown, et qui apparaissait dans l'épisode de 1966 The Celestial Toymaker.

## Références extérieures

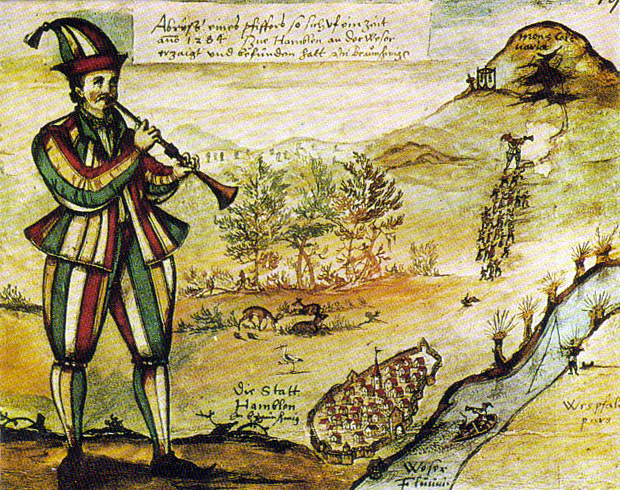
La plus vieille image du joueur de flûte, copiée sur le vitrail d'une église de Goslar.